# Andrzej Szpak
Andrzej Szpak SDB (ur. 28 stycznia 1944 w Jaksicach lub Przesławicach, zm. 18 listopada 2017 w Krakowie) – ksiądz rzymskokatolicki (salezjanin), nieformalny duszpasterz „ruchu hipisów”, organizator Pieszych Pielgrzymek Młodzieży Różnych Dróg na Jasną Górę.

## Życiorys
W 1959 roku rozpoczął naukę w Niższym Seminarium Duchownym salezjanów w Kopcu. 7 lipca 1966 r. złożył śluby wieczyste, a 13 czerwca 1969 r. w Krakowie otrzymał święcenia kapłańskie. Pierwszym miejscem jego posługi kapłańskiej był Kopiec, gdzie pełnił funkcję socjusza. Następnie pracował jako katecheta w Cieszkowie, Częstochowie, Wrocławiu, Przemyślu, Rumi. W Częstochowie był również duszpasterzem powołaniowym, a w Rumi duszpasterzem młodzieży uzależnionej. W latach 1987–1991 pracował w Warszawie, w ośrodku duszpastersko-młodzieżowym. Kolejne lata pracy spędził w Polanie, Sosnowcu, Rzeszowie.
Kontakty z hipisami nawiązał, gdy był młodym duszpasterzem w parafii św. Michała Archanioła we Wrocławiu. Spotykał się z nimi tam, gdzie żyli: w squatach, na stancjach, dworcach, w kawiarniach i na ulicach, jeździł na zloty. Mówiono o nim: człowiek-legenda.
W 1979 r. w ramach akademickiej pielgrzymki warszawskiej prowadził pierwszą pielgrzymkę hipisów na Jasną Górę. Szła jako grupa „czarno-biała”. Od 1982 r. grupa ta stała oddzielną pielgrzymką, przyjmując nazwę Pielgrzymki Młodzieży Różnych Dróg i wychodząc co roku z innej miejscowości. Pielgrzymkę udokumentowano filmowo w 2012 roku. Wędrowanie odbywa się również po śmierci duchownego.
Ks. Andrzej Szpak był założycielem i duchowym opiekunem chóru i orkiestry „Echo Sacrosongu” – zespołu podtrzymującego tradycję festiwalu „Sacrosong”, którego protektorem i wielkim orędownikiem był kard. Karol Wojtyła. Był również redaktorem książki Stań się! Święto Boga Ojca Stworzyciela i organizatorem sympozjów propagujących ideę tego święta.
Od 2010 roku posługiwał jako kapelan sióstr karmelitanek w Oświęcimiu. Związany był z oświęcimską parafią pw. Miłosierdzia Bożego na Zasolu. Później przebywał w Wyższym Seminarium Duchownym Towarzystwa Salezjańskiego przy ul. Tynieckiej 39 w Krakowie, gdzie wśród współbraci zmarł z powodu długiej choroby. Nabożeństwo pogrzebowe odbyło się w sobotę, 25 listopada 2017 roku, w kościele św. Stanisława Kostki na Dębnikach, z udziałem bpa Antoniego Długosza, emerytowanego biskupa częstochowskiego. Ks. Andrzej Szpak pochowany został w grobowcu księży salezjanów na krakowskim cmentarzu Rakowickim.

## W kulturze
W 2018 roku powołano Stowarzyszenie „Do Ziemi Obiecanej” im. księdza Andrzeja Szpaka w celu m.in. popularyzowania dziedzictwa i działalności salezjanina księdza Andrzeja Szpaka, ochrony dóbr kultury i tradycji.
Praca ks. Andrzeja Szpaka została poddana analizie w książce: Karolina Kmiecik-Jusięga Szpaku : metody pracy księdza Andrzeja Szpaka z Młodzieżą Różnych Dróg, Akademia Ignatianum, Wydawnictwo WAM, Kraków 2013 ISBN 978-83-7614-142-8. Do książki krytycznie nawiązuje artykuł w Tygodniku Powszechnym.
Wydawnictwo eSPe opublikowało wywiad dziennikarski, książkę: Andrzej Szpak, Mariusz Czaja Idź, Mojżeszu : o pielgrzymce, hipisach i Ziemi Obiecanej, Kraków 2015 ISBN 978-83-7482-717-1.
Gabriela Mruszczak jest reżyserką dwóch filmów dokumentalnych o pracy księdza Andrzeja Szpaka.
Działania społeczne powiązane z duchownym relacjonuje wolontariacko prowadzona witryna internetowa. 